# Рассадки
Расса́дки (укр. Розсадки) — село в Светлодарской городской общине Бахмутского района Донецкой области Украины.
Код КОАТУУ — 1420955405. Население по переписи 2001 года составляет 32 человека. Почтовый индекс — 84580. Телефонный код — 6274.

## История
24 ноября 2018 года перешёл под контроль Украины: 

Силы спецопераций под прикрытием подразделений 72-й бригады и во взаимодействии с сапёрами провели проверку и зачистку населённого пункта Рассадки. Несмотря на вражеский обстрел и смертельную опасность, бойцы ССО под самым носом оккупантов подняли украинский флаг— Пресс-центр ООС